# Jean-Louis Le Goff
Pour les articles homonymes, voir Le Goff.
Jean-Louis Le Goff, né le 25 décembre 1929 à Igé et mort le 26 février 2017 dans cette même commune, est un acteur français.
Il a suivi sa formation au Conservatoire national d'art dramatique (Promo 1948) et a été dès 1947 engagé comme coryphée à la Comédie-Française, avant d'en devenir pensionnaire de 1953 à 1960.

## Filmographie

### Cinéma
- 1950 : Sous le ciel de Paris de Julien Duvivier
- 1952 : La Fête à Henriette de Julien Duvivier - Le second déménageur
- 1952 : Quitte ou double de Robert Vernay
- 1953 : Les Amoureux de Marianne de Jean Stelli
- 1953 : La nuit est à nous de Jean Stelli - Toto
- 1954 : Les Intrigantes de Henri Decoin - Guillaume
- 1954 : Escalier de service de Carlo Rim - Le cuisinier
- 1955 : Impasse des vertus de Pierre Méré - L'inspecteur Mercier
- 1955 : Voici le temps des assassins de Julien Duvivier - Ernest, le brigadier de gendarmerie
- 1956 : L'Homme à l'imperméable de Julien Duvivier - L'agent de police qui arrête le vagabond
- 1957 : Le Chômeur de Clochemerle de Jean Boyer
- 1957 : Le Désert de Pigalle de Léo Joannon - M. Cazenave
- 1957 : Pot-Bouille de Julien Duvivier - Un maître d'hôtel
- 1958 : Maigret tend un piège de Jean Delannoy - M. Goudier, un boucher
- 1959 : Monsieur Suzuki de Robert Vernay
- 1960 : Boulevard de Julien Duvivier - Le policier en civil
- 1961 : Dans la gueule du loup de Jean-Charles Dudrumet
- 1963 : Maigret voit rouge de Gilles Grangier - Un inspecteur
- 1963 : Ballade pour un voyou de Claude-Jean Bonnardot
- 1963 : Les Abysses de Nikos Papatakis - Philippe
- 1964 : Le Bluffeur de Sergio Gobbi
- 1966 : La Ligne de démarcation de Claude Chabrol - le gendarme Tavier
- 1966 : Un homme de trop de Constantin Costa Gavras
- 1966 : La Mouette (d'Anton Tchekov), téléfilm de Gilbert Pineau : Chamroev
- 1968 : La Trêve de Claude Guillemot - Film resté inédit -
- 1968 : Les Joueurs de Jean-Louis Van Belle - court métrage -
- 1969 : Du blé en liasses d'Alain Brunet - François
- 1970 : Madly de Roger Kahane - L'acheteur de fauteuil
- 1972 : On n'arrête pas le printemps de René Gilson
- 1974 : Dédé la tendresse de Jean-Louis Van Belle
- 1975 : Peur sur la ville d'Henri Verneuil - Le sous-préfet
- 1977 : La Septième Compagnie au clair de lune de Robert Lamoureux
- 1978 : Je suis timide mais je me soigne de Pierre Richard - Albert

### Télévision
- 1963 : Commandant X - épisode : Le Dossier Boite aux lettres de Jean-Paul Carrère
- 1963 : L'affaire du courrier de Lyon : la caméra explore le temps : le postillon de la malle poste
- 1964 : Commandant X - épisode : Le Dossier Londres de Jean-Paul Carrère
- 1966 : La 99ème minute de François Gir
- 1967 L'espagnol de Jean Prat : le maire
- 1970 : La Brigade des maléfices de Claude Guillemot
- 1972 : Meurtre par la bande (téléfilm) épisode de la série télévisée Les Cinq Dernières Minutes de Claude Loursais : l'agent immobilier
- 1973 : Du plomb dans la tête de Roger Dallier
- 1974 : Madame Bovary, de Pierre Cardinal (téléfilm)
- 1974 : Le deuil sied à Électre (trilogie d'Eugène O'Neill), réalisation télévisée de Maurice Cazeneuve : l'agent immobilier
- 1974 : Les Enquêtes du commissaire Maigret, épisode : Maigret et le corps sans tête de Marcel Cravenne
- 1976 : Robert Macaire de Georges Neveux, d'après Saint-Amand et Benjamin Antier, réalisation Roger Kahane
- 1978 : 1788 de Maurice Failevic
- 1982 : Les Dames à la licorne de Lazare Iglesis

## Théâtre
- 1949 : Le Prince travesti de Marivaux, mise en scène Jean Debucourt, Comédie-Française
- 1949 : Le Roi de Robert de Flers et Gaston Arman de Caillavet, mise en scène Jacques Charon, Comédie-Française
- 1949 : Jeanne la Folle de François Aman-Jean, mise en scène Jean Meyer, Comédie-Française au Théâtre de l'Odéon
- 1951 : Madame Sans-Gêne de Victorien Sardou, mise en scène Georges Chamarat, Comédie-Française
- 1955 : Fantasio d'Alfred de Musset, mise en scène Julien Bertheau, Comédie-Française
- 1960 : Les Cochons d'Inde d'Yves Jamiaque, mise en scène de l'auteur, Théâtre du Vieux-Colombier
- 1972 : Le Médecin malgré lui de Molière, mise en scène Jean Meyer, Maison des Jeunes Cachan
- 1973 : On purge bébé de Georges Feydeau, mise en scène Jean Meyer, Théâtre des Célestins
- 1974 : Les Bienfaits de la culture d'Alexis Nikolaïevitch Tolstoï, mise en scène Jean Meyer, Théâtre des Célestins
- 1974 : Coriolan de William Shakespeare, mise en scène Jean Meyer, Festival de Lyon
- 1977 : Hamlet de William Shakespeare, mise en scène Julien Bertheau, Théâtre des Célestins
- 1978 : Dom Juan de Molière, mise en scène Jean Meyer, Théâtre des Célestins
- 1978 : Boule de Suif d'après Guy de Maupassant, mise en scène Jean Meyer, Théâtre des Célestins
- 1980 : Knock de Jules Romains, mise en scène Jean Meyer, Théâtre des Célestins
- 1980 : L'Arlésienne de Alphonse Daudet, mise en scène Jean Meyer, Théâtre des Célestins
- 1981 : Les Justes d'Albert Camus, mise en scène Jean-Paul Lucet, Théâtre des Célestins
- 1984 : Coriolan de William Shakespeare, mise en scène Jean Meyer,  Théâtre des Célestins